# 坑口天后廟

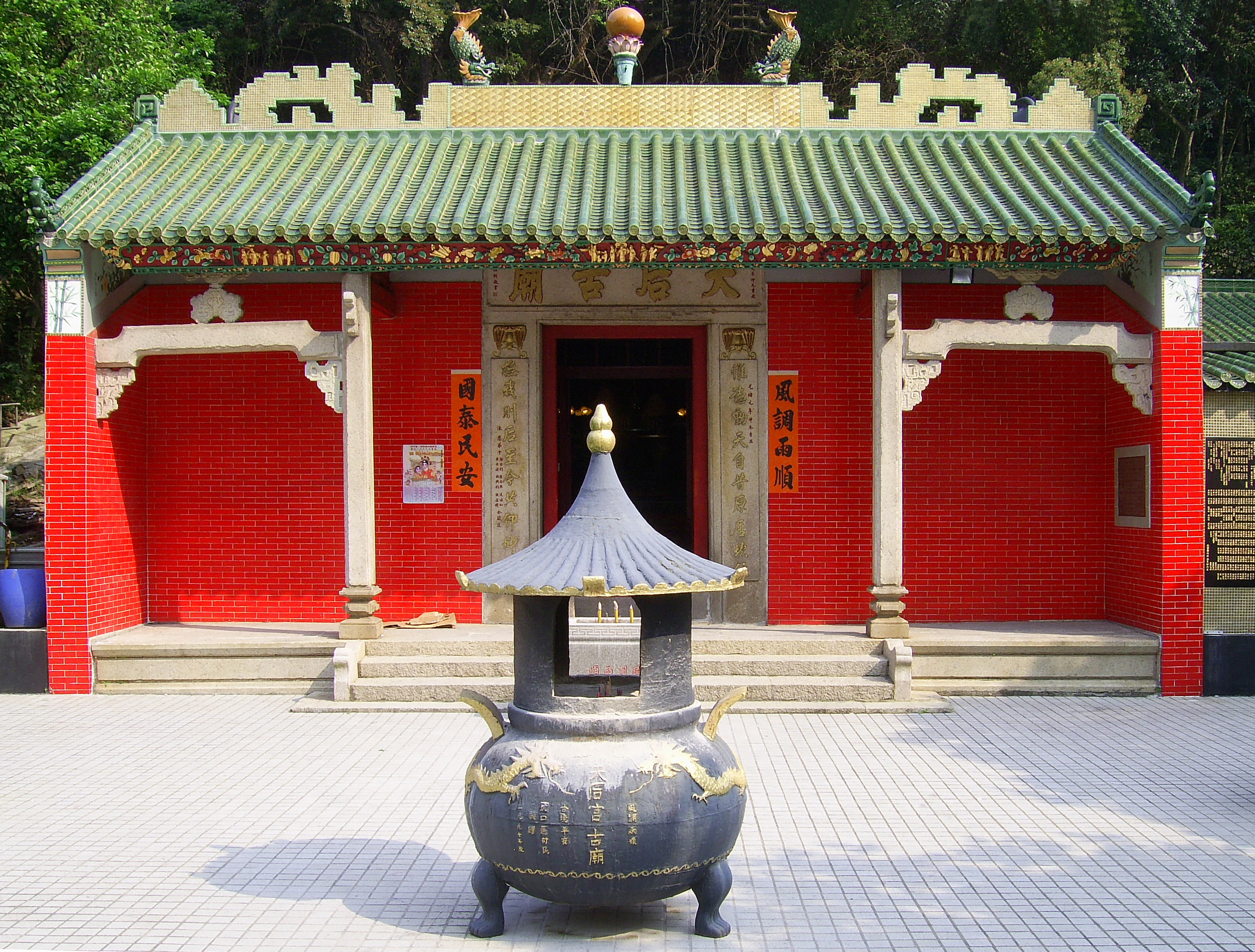
坑口天后古廟

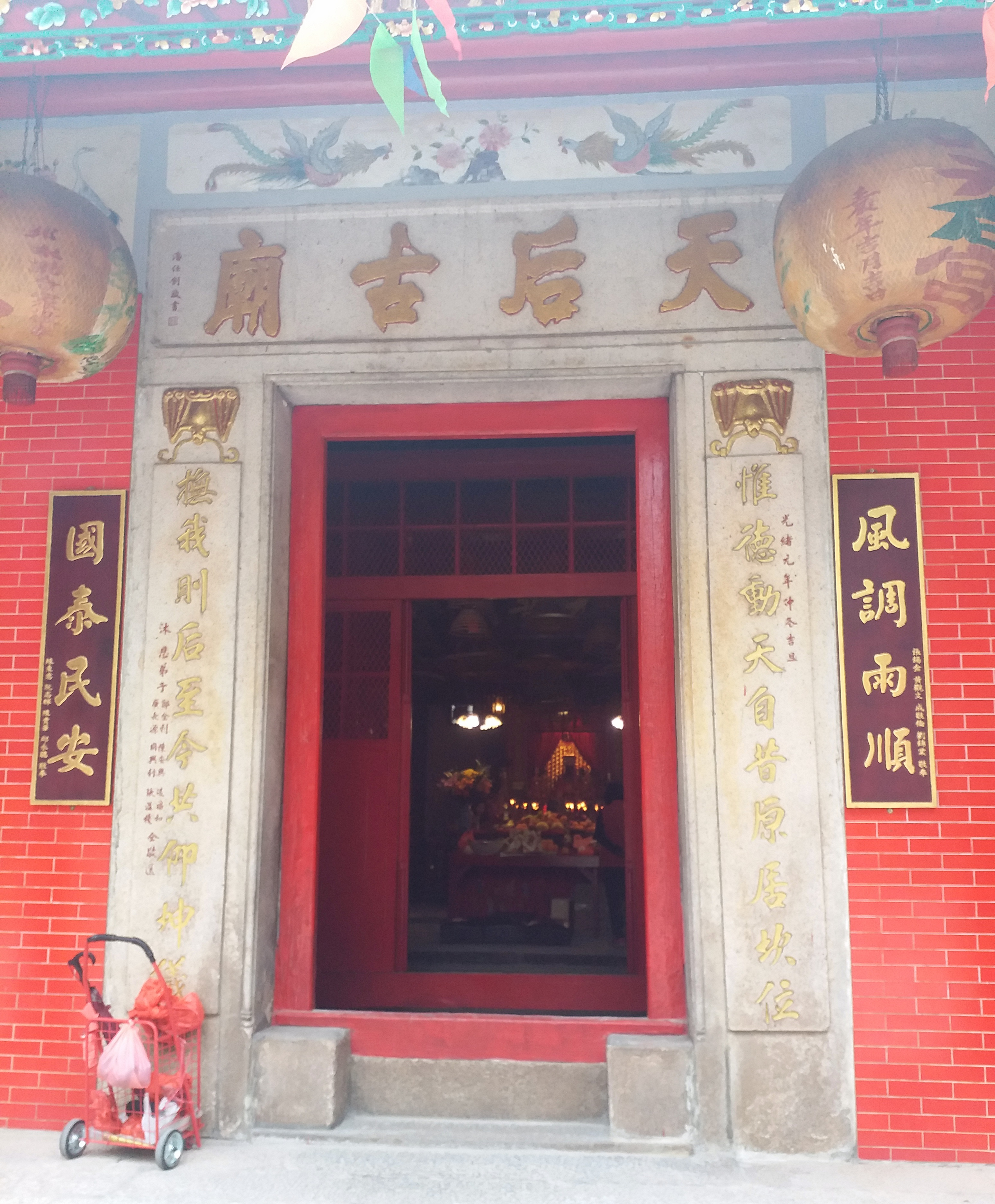
坑口天后古廟

坑口天后古廟位於香港新界東將軍澳坑口田下灣村與佛頭洲村之間，面向坑口花園，是區內唯一廟宇。該廟創建自清朝初年，原為一座小廟。1840年（清道光二十年）遷現址重建，始獲今之規模。
該廟為一兩進三間金頂式建築，天階建有亭蓋，廟內有重修石碑一幅及鐵鐘一口，廟前有石獅一對，皆前清之物。該廟曾為該區之地方行政及經濟中心。
1989年政府發展將軍澳新市鎮，該區雖重新規劃，惟該廟仍存。坑口天后古廟在1987年被列為二級歷史建築，但在2010年1月22日改列為三級歷史建築。
古廟建於道光20年（1840年），已有一百多年歷史，成為當地水陸居民的保護神，一年四季，香火繚繞不絕。殿裡供奉著滿瞼慈祥的天后娘娘神像，兩旁站著千里眼和順風耳兩位守護神。偏殿則供奉文昌、華光、華陀和太歲四神。殿裡有一座大鐘，由生鐵鑄成，是重要文物。現時除天后誕及農曆新年前夕，其餘時間都頗為冷清。
該廟為一兩進三間金頂式建築，天階建有亭蓋，廟內有重修石碑一幅及鐵鐘一口，存有道光廿年（1840）鑄洪鐘，廟前有石獅一對，皆前清之物。
該廟曾為該區之地方行政及經濟中心。

## 外部連結
- 華人廟宇委員會（页面存档备份，存于）